# Моцна Віра Олександрівна
Віра Олександрівна Моцна (нар. 1944) — українська радянська діячка, в'язальниця Київського виробничого трикотажного об'єднання імені Рози Люксембург. Депутат Верховної Ради УРСР 11-го скликання.

## Біографія
Освіта середня.
З 1963 року — в'язальниця Київського виробничого трикотажного об'єднання імені Рози Люксембург.
Член КПРС з 1979 року.
Потім — на пенсії в місті Києві.

## Нагороди
- орден Трудової Слави 1-го ступеня (25.01.1991)
- орден Трудової Слави 2-го ступеня
- орден Трудової Слави 3-го ступеня
- ордени
- медалі
- лауреат Державної премії Української РСР